# Suenoïta
La suenoïta és un mineral de la classe dels silicats que pertany i dona nom al grup del nom arrel suenoïta.

## Característiques
La suenoïta és un amfíbol de fórmula química ◻Mn₂Mg₅Si₈O₂₂(OH)₂. Va ser aprovada com a espècie vàlida per l'Associació Mineralògica Internacional l'any 2019, i encara resta pendent de publicació. Cristal·litza en el sistema ortoròmbic.
L'exemplar que va servir per a determinar l'espècie, el que es coneix com a material tipus, es troba conservat a les col·leccions del Museu d'Història Natural de la Universitat de Pisa (Itàlia), amb el número de catàleg: 19891.

## Formació i jaciments
Va ser descoberta a la mina de manganès de Scortico, situada a la localitat italiana de Fivizzano, a la província de Massa i Carrara (Toscana, Itàlia). Aquesta mina és l'únic indret de tot el planeta on ha estat descrita aquesta espècie mineral.